# Kwabs
Kwabs (* 24. April 1990 in London als Kwabena Sarkodee Adjepong) ist ein britischer Soul-Sänger.

## Leben
Kwabs wuchs im Londoner Stadtteil Bermondsey bei Pflegeeltern auf, seine leiblichen Eltern stammen aus Ghana. Eine Lehrerin entdeckte sein musikalisches Talent und vermittelte ihn zum National Youth Jazz Orchestra, wo er drei Jahre Leadsänger war. Nach seinem Schulabschluss studierte er Jazz an der Royal Academy of Music. 2011 wirkte er mit in der BBC-Reality-TV-Show Goldie’s Band – By Royal Appointment des Drum-and-Bass-Musikers Goldie, was in einem Auftritt Kwabs im Buckingham Palace kulminierte.
Kwabs Cover-Version des Songs Like a Star von Corinne Bailey Rae verbreitete sich 2012 viral auf YouTube. MTV und BBC Radio wurden auf ihn aufmerksam, Kwabs erhielt einen Plattenvertrag mit Atlantic Records. Die Zusammenarbeit mit dem Produzenten Sohn hatte einen prägenden Einfluss auf den Sound seiner Debüt-EP Wrong or Wright, die Folge-EP Pray for Love und die Single Walk sind eher pop-orientiert. Mit Walk erreichte Kwabs Platz 71 in den UK-Single-Charts und Platz 1 in den iTunes-Music-Charts. In Deutschland erreichte er im Januar 2015 Platz eins der offiziellen Charts.
An seinem Debütalbum Love + War arbeitete er mit Dave Okumu und Plan B. Vorab veröffentlicht wurde im Februar 2015 der Song Perfect Ruin und im Juli 2015 der Song Fight for Love, „moderner Disco-Soul“, unterlegt mit „dunklen Beats“. Die Premiere wurde mehrfach verschoben; das Album erschien am 11. September 2015. Rezensenten sprachen von einem „durchweg soliden, bisweilen sogar überdurchschnittlichen Modern-Soul“, gelobt wurde das warme, zutiefst menschliche Timbre seiner Stimme in kratzigem Gleichgewicht mit chilligen Elektro-Arrangements.

## Diskografie

### Alben
- 2015: Love + War

### EPs
- 2014: Wrong or Right
- 2014: Pray for Love
- 2014: Walk

### Singles
- 2014: Wrong or Right
- 2014: Walk
- 2014: Fight for Love
- 2015: Perfect Ruin
- 2015: Look Over Your Shoulder
- 2021: Signals (mit Regard; #9 der deutschen Single-Trend-Charts am 4. Februar 2022[13])

## Auszeichnungen für Musikverkäufe
| Goldene Schallplatte - Dänemark - 2023: für die Single Walk - Niederlande - 2015: für die Single Walk | Platin-Schallplatte - Norwegen - 2015: für die Single Walk - Polen - 2024: für die Single Walk |

Anmerkung: Auszeichnungen in Ländern aus den Charttabellen bzw. Chartboxen sind in ebendiesen zu finden.
| Land/RegionAuszeichnungen für Musikverkäufe (Land/Region, Auszeichnungen, Verkäufe, Quellen) | Silber  | Gold     | Platin     | Verkäufe | Quellen           |
| -------------------------------------------------------------------------------------------- | ------- | -------- | ---------- | -------- | ----------------- |
| Dänemark (IFPI)                                                                              | —       | Gold1    | —          | 45.000   | ifpi.dk           |
| Deutschland (BVMI)                                                                           | —       | —        | Platin1    | 400.000  | musikindustrie.de |
| Niederlande (NVPI)                                                                           | —       | Gold1    | —          | 15.000   | Einzelnachweise   |
| Norwegen (IFPI)                                                                              | —       | —        | Platin1    | 40.000   | ifpi.no           |
| Österreich (IFPI)                                                                            | —       | Gold1    | —          | 15.000   | ifpi.at           |
| Polen (ZPAV)                                                                                 | —       | —        | Platin1    | 50.000   | olis.pl           |
| Schweiz (IFPI)                                                                               | —       | Gold1    | —          | 15.000   | hitparade.ch      |
| Vereinigtes Königreich (BPI)                                                                 | Silber1 | —        | —          | 200.000  | bpi.co.uk         |
| Insgesamt                                                                                    | Silber1 | 4× Gold4 | 3× Platin3 |          |                   |